# 캐논 EOS 50D
캐논 EOS 50D(영어: Canon EOS 50D)는 캐논이 2008년 8월 26일 발표한 아마츄어용 디지털 일안 반사식 카메라이다. 캐논 EOS 제품군 중 하나이며 캐논 EOS 40D의 후속작이기도 하다.
니콘 D90과 경쟁하고 있다.

## 이미지 품질과 노이즈
캐논 50D는 40D에 비해 APS-C 사이즈 센서에 5 메가픽셀이 더해졌다. 그 결과 각각의 포토센서의 크기가 작아졌다. 각 포토센서에 대한 수광량을 최대한 유지하기 위해, 캐논은 포토센서들을 덮는 마이크로렌즈들 간의 갭을 제거하였다. 그 결과 캐논 50D의 마이크로렌즈들은 더 커졌고, 센서쪽에 보다 많은 빛을 갈무리하여 보내주고 있다.
고품질의 SLR 렌즈를 장착하였을 경우, 일반적으로 더 많은 센서 픽셀 수는 더 높은 이미지 해상도를 가져다 준다. 하지만, 실험 결과 높은 ISO 레벨(400 및 그 이상)에서 50D 이미지는 40D 이미지보다 육안으로 관찰할 수 있는 노이즈를 더 보여주고 있는 것으로 관찰되었다.

## 사진

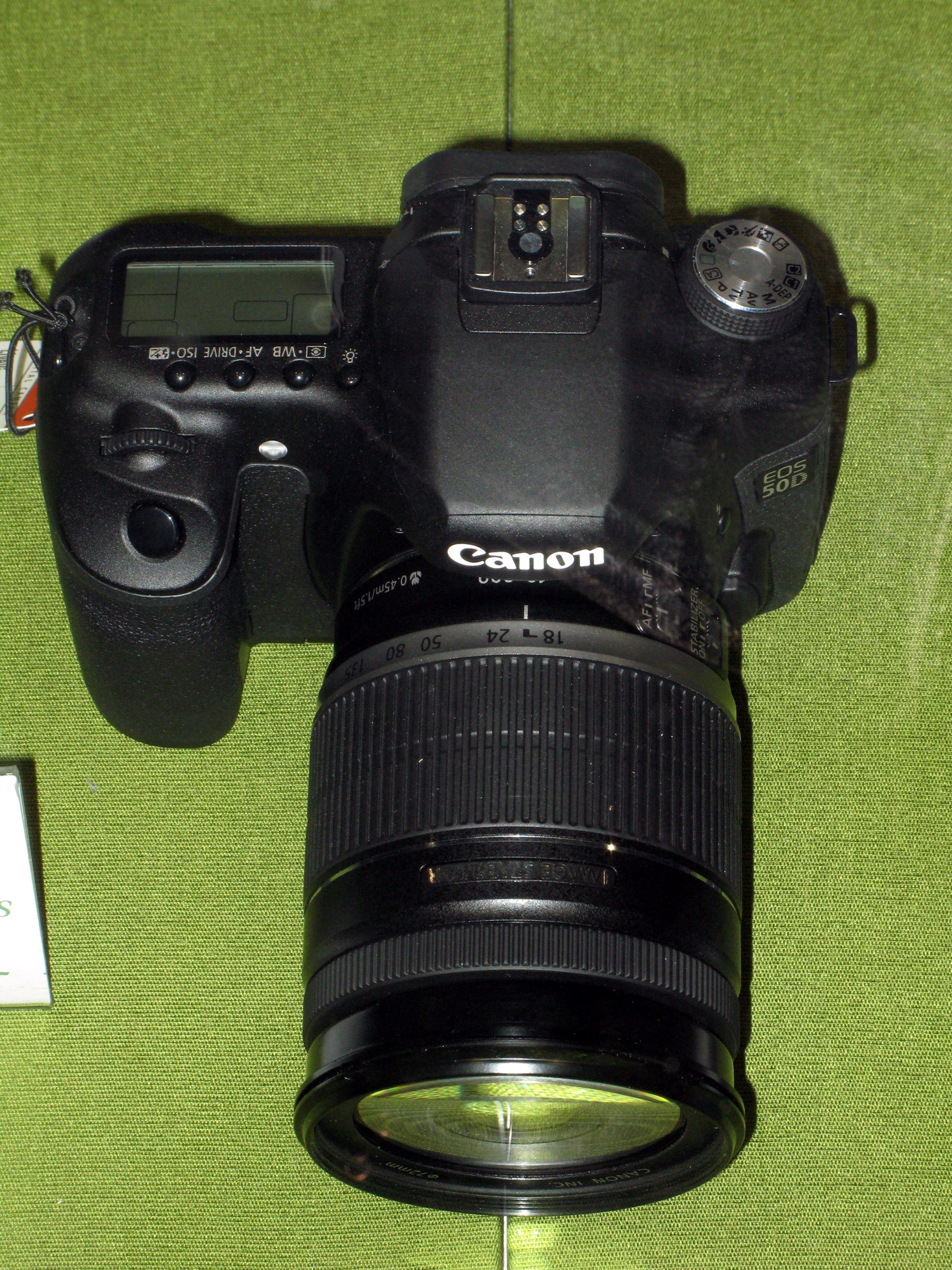
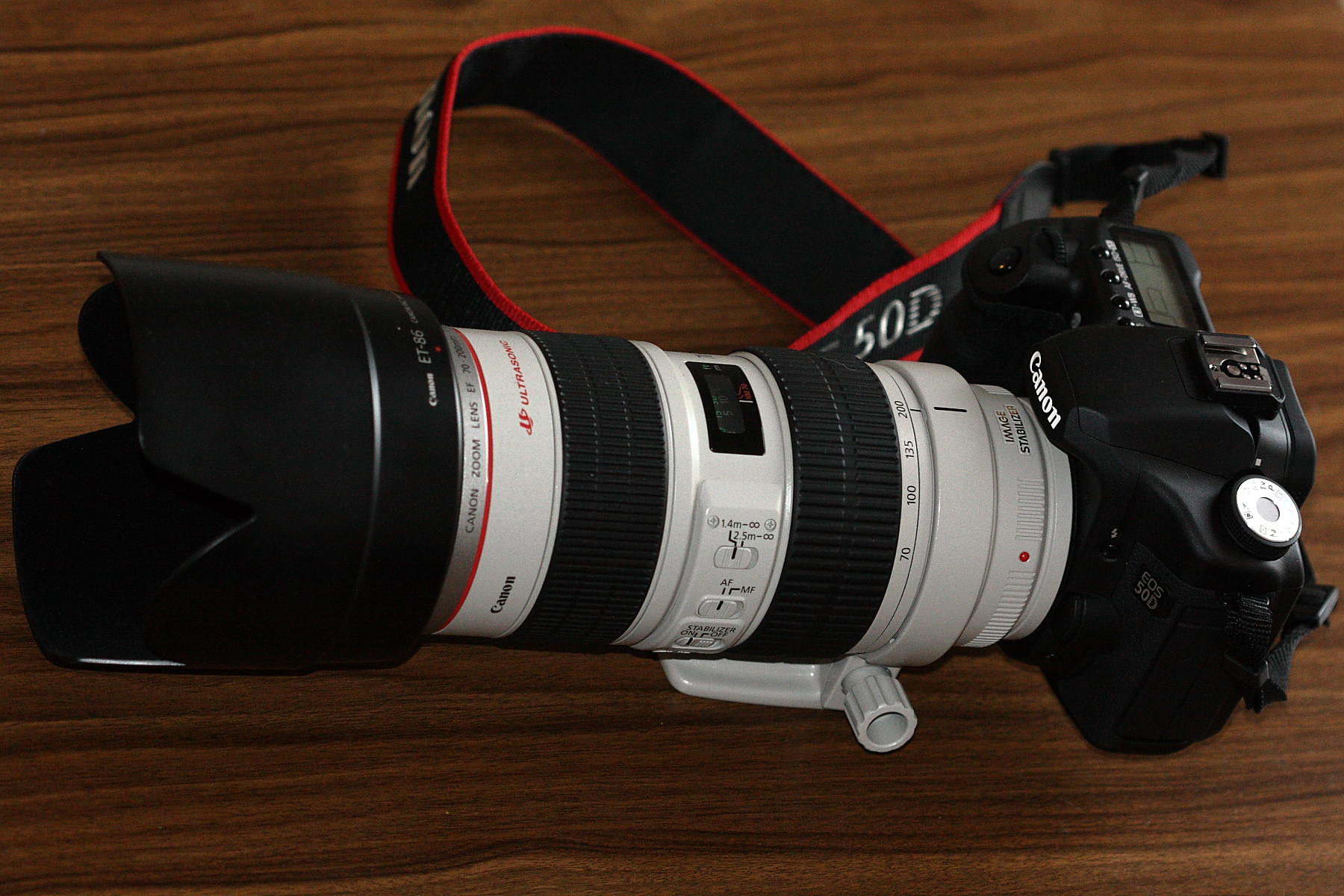
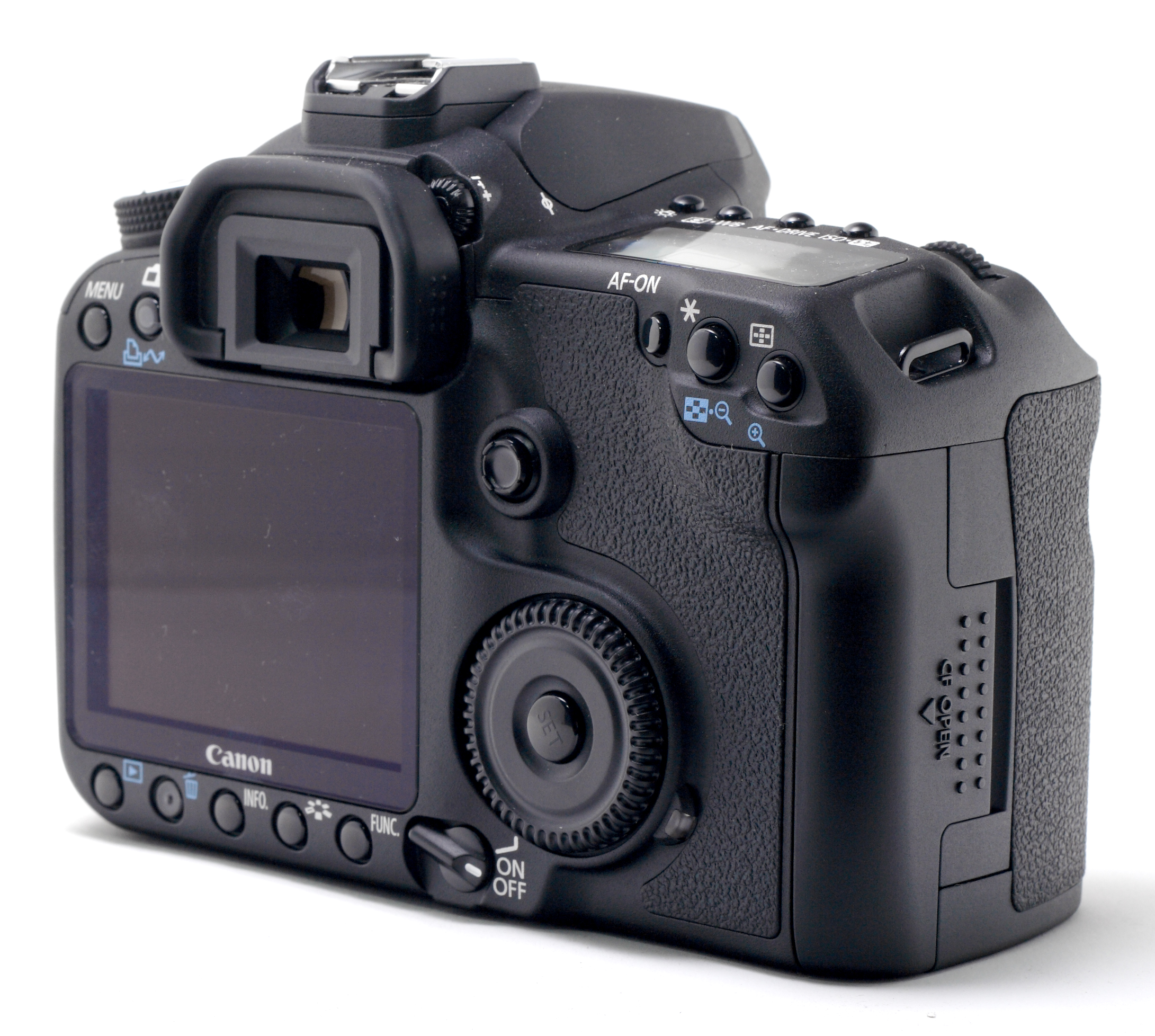
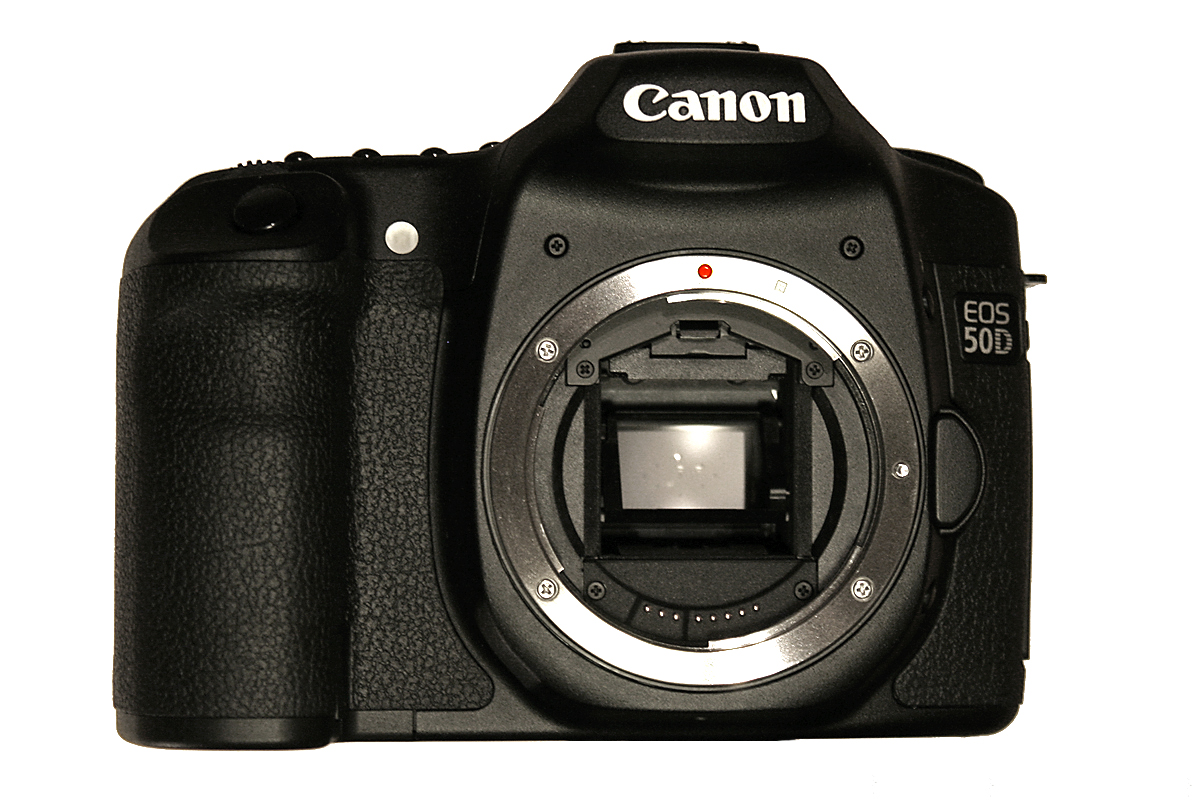
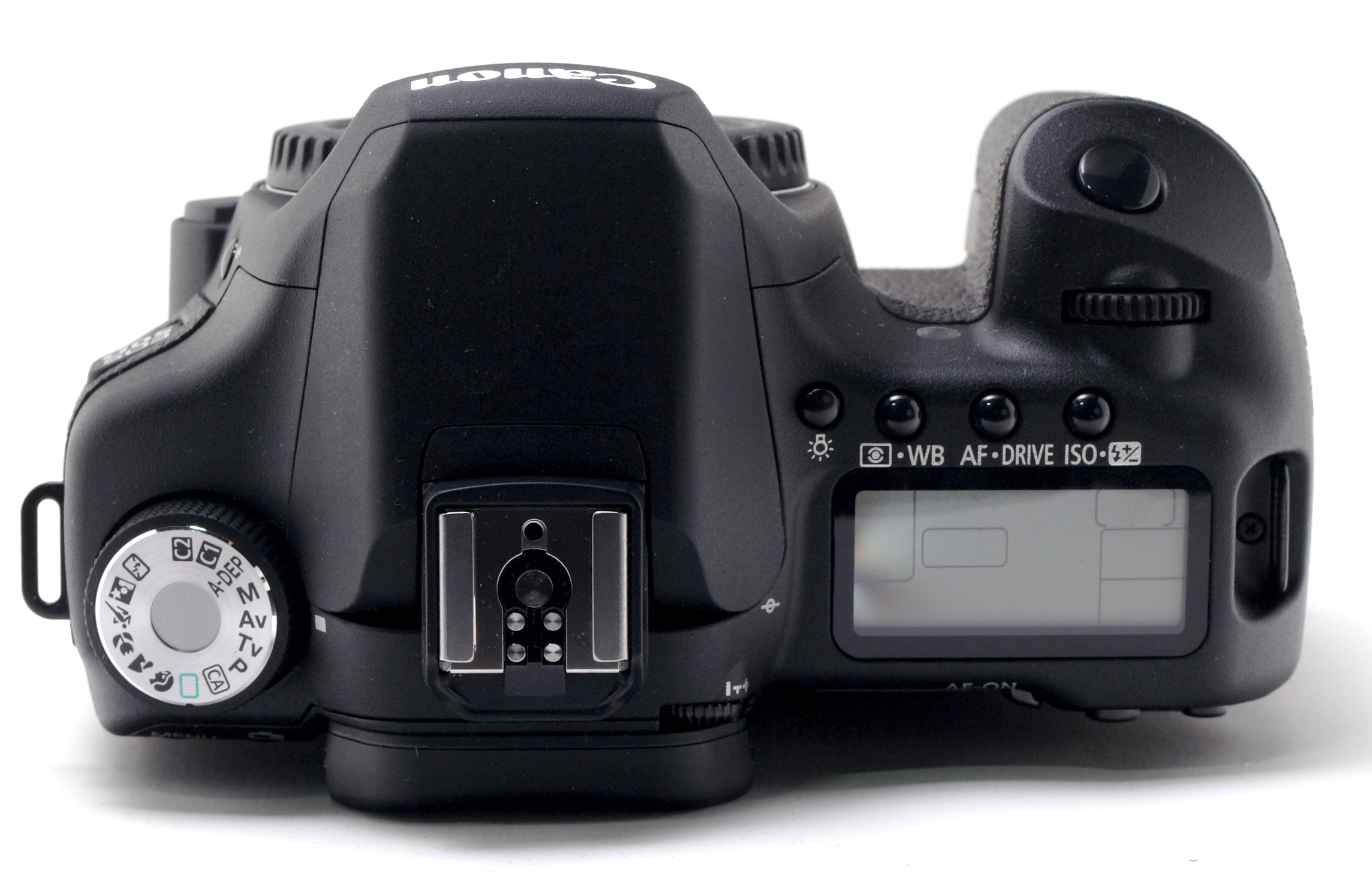

## 같이 보기
- 캐논
- 캐논 EOS
- 캐논 EF 마운트
- 캐논 EF-S 마운트
- 니콘 D90